# Roma-Napoli-Roma 1907
La Roma-Napoli-Roma 1907, sesta edizione della corsa, si svolse il 20 settembre 1907 su un percorso di 460 km. La vittoria fu appannaggio dell'italiano Giovanni Gerbi, che completò il percorso in 20h56'13", precedendo i connazionali Alfredo Jacobini e Umberto Zoffoli.
Sul traguardo di Roma 11 ciclisti, su 30 partiti dalla medesima località, portarono a termine la competizione. 

## Ordine d'arrivo (Top 10)
| Pos. | Corridore          | Squadra | Tempo      |
| ---- | ------------------ | ------- | ---------- |
| 1    | Giovanni Gerbi     | Maino   | 20h56'13"  |
| 2    | Alfredo Jacobini   | -       | a 2h06'19" |
| 3    | Umberto Zoffoli    | -       | a 2h18'03" |
| 4    | Ferdinando Grammel | -       | a 2h18'05" |
| 5    | Angelo De Rossi    | -       | a 2h18'06" |
| 6    | Leone Azzali       | -       | a 2h18'07" |
| 7    | Angelo Magagnoli   | -       | a 2h44'03" |
| 8    | Giuseppe Favia     | -       | a 3h55'59" |
| 9    | Enrico Sansoni     | -       | a 3h56'00" |
| 10   | Remo Ciuffi        | -       | a 6h03'47" |